# Eugenia bahiensis
Eugenia bahiensis är en myrtenväxtart som beskrevs av Dc.. Eugenia bahiensis ingår i släktet Eugenia och familjen myrtenväxter. Inga underarter finns listade i Catalogue of Life.